# Riikka Manner

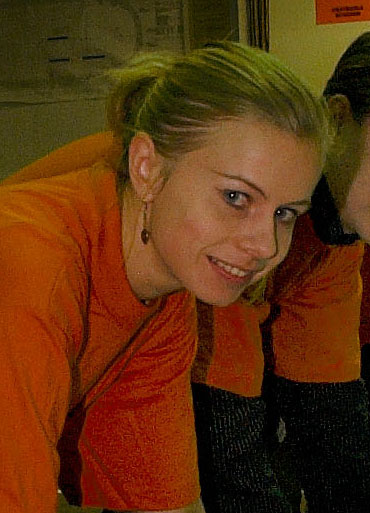
Riikka Manner, 2006

Riikka Manner (* 24. August 1981 in Varkaus als Riikka Pakarinen) ist eine finnische Politikerin (Zentrum).
Manner besitzt einen Magistergrad in Sozial- und der Wirtschaftswissenschaft. Sie arbeitete als Presseassistentin des Ministers für Außenhandel und Entwicklungspolitik, später im Außenministerium. Anschließend war sie für einen Abgeordneten des finnischen Parlaments tätig und gehörte dem Stadtrat von Varkaus an. 
Seit 2009 ist Manner Mitglied des Europäischen Parlaments. 2012 wurde sie zu einer der drei stellvertretenden Vorsitzenden des Zentrums gewählt.